# Великодівицька сільська рада
Великодіви́цька сільська́ ра́да — адміністративно-територіальна одиниця та орган місцевого самоврядування у Прилуцькому районі Чернігівської області. Адміністративний центр — село Велика Дівиця.

## Загальні відомості
Великодівицька сільська рада утворена у 1957 році.
- Територія ради: 26,133 км²
- Населення ради: 587 осіб (станом на 2001 рік)

## Населені пункти
Сільській раді були підпорядковані населені пункти:
- с. Велика Дівиця

## Склад ради
Рада складалася з 12 депутатів та голови.
- Голова ради: Тритяченко Світлана Леонідівна
- Секретар ради: Писанка Лариса Вікторівна

### Керівний склад попередніх скликань
| Прізвище, ім'я, по батькові    | Основні відомості                                                 | Дата обрання | Дата звільнення |
| ------------------------------ | ----------------------------------------------------------------- | ------------ | --------------- |
| Тритяченко Світлана Леонідівна | Сільський голова, 1967 року народження, освіта вища, позапартійна | 26.03.2006   | 31.10.2010      |
| Тритяченко Світлана Леонідівна | Сільський голова, 1967 року народження, освіта вища, позапартійна | 31.10.2010   |                 |

Примітка: таблиця складена за даними сайту Верховної Ради України

### Депутати
За результатами місцевих виборів 2010 року депутатами ради стали:

#### За суб'єктами висування
| Суб'єкт висування            | Кількість обраних депутатів | %  |
| ---------------------------- | --------------------------- | -- |
| Самовисування                | 9                           | 75 |
| Соціалістична партія України | 3                           | 25 |

#### За округами
| № округу                     | Прізвище, ім'я, по батькові   | Дата визнання обраним | Освіта             | Партійна приналежність             | Відомості про обраного депутата                   |
| ---------------------------- | ----------------------------- | --------------------- | ------------------ | ---------------------------------- | ------------------------------------------------- |
| Соціалістична партія України |                               |                       |                    |                                    |                                                   |
| 5                            | Писанка Лариса Вікторівна     | 01.11.2010            | вища               | член Соціалістичної партії України | Великодівицька сільська рада, секретар            |
| 11                           | Кушнір Петро Михайлович       | 01.11.2010            | середня            | член Соціалістичної партії України | тимчасово не працює                               |
| 12                           | Кушнір Світлана Петрівна      | 01.11.2010            | середня            | член Соціалістичної партії України | тимчасово не працює                               |
| Самовисування                |                               |                       |                    |                                    |                                                   |
| 1                            | Пулик Тетяна Олександрівна    | 01.11.2010            | середня спеціальна | позапартійна                       | Великодівицька сільська рада, бухгалтер           |
| 2                            | Горбань Наталія Олександрівна | 01.11.2010            | середня            | позапартійна                       | Великодівицька сільська рада, технічний працівник |
| 3                            | Дерев'янко Інна Миколаївна    | 01.11.2010            | вища               | позапартійна                       | Малодівицька лікарня, фельдшер                    |
| 4                            | Пилипенко Наталія Миколаївна  | 01.11.2010            | середня            | позапартійна                       | тимчасово не працює                               |
| 6                            | Комар Світлана Іванівна       | 01.11.2010            | вища               | позапартійна                       | Великодівицька загальноосвітня школа, вчитель     |
| 7                            | Парубець Валентина Миколаївна | 01.11.2010            | вища               | позапартійна                       | Великодівицька загальноосвітня школа, вчитель     |
| 8                            | Палівода Олена Миколаївна     | 01.11.2010            | вища               | позапартійна                       | пенсіонер                                         |
| 9                            | Довга Надія Миколаївна        | 01.11.2010            | середня            | позапартійна                       | терцентр, соціальний працівник                    |
| 10                           | Тритяченко Віталій Іванович   | 01.11.2010            | вища               | позапартійний                      | приватне підприємство, менеджер                   |